# UTC+10:30
UTC+10:30 — часова зона, яка використовується на острові Лорд-Гау, що належить Австралії. Зміщення від всесвітнього часу становило +10 годин 30 хвилин.
Вперше запроваджено 1 січня 1917 року як літній час у австралійських штатах Південна Австралія та Північна Територія.
Літерні позначення: ACDT, LHST, K†

## Використання

### З переходом на літній час
- Австралія — част.:
  - Острів Лорд-Гау

### Як літній час
- Австралія — част.:
  - Південна Австралія

## Історія використання

### Як стандартний час
Ніде більше не використовувався

### Як літній час
- Австралія — част.:
  - Південна Австралія
  - Північні Території